# Lars Petter Nordhaug
Lars Petter Nordhaug (né le 14 mai 1984, à Lillehammer, en Norvège) est un coureur cycliste norvégien, membre de l'équipe Aqua Blue Sport. Il est passé professionnel en 2010.

## Biographie
Après plusieurs succès dans les championnats norvégiens, il rejoint la nouvelle équipe Sky en 2010. En 2012, il remporte le Grand Prix de Montréal. Il se trouve dans le groupe de tête pendant les derniers kilomètres de l'épreuve en vue d'aider son coéquipier Edvald Boasson Hagen, mais ce dernier lui crie via la radio d'équipe de ne pas l'attendre et d'y aller pour la victoire. Il attaque deux fois dans les derniers kilomètres et se détache lors de la deuxième accélération. Il est rattrapé par Moreno Moser (Liquigas-Cannondale) et Alexandr Kolobnev (Katusha) sur l'Avenue du Parc, près de la flamme rouge. Kolobnev produit une accélération à 500 mètres de la ligne, Nordhaug sprinte, le dépasse et s'adjuge la victoire avec deux secondes d'avance.
En 2017, il quitte la formation Sky pour rejoindre l'équipe irlandaise Aqua Blue Sport. Sa saison est perturbée par une infection à cytomégalovirus. En fin d'année, il met fin à sa carrière.

## Palmarès sur route et classements mondiaux

### Palmarès
- 2001
  -  Champion de Norvège du contre-la-montre juniors
  - 2e du championnat de Norvège du critérium juniors
- 2002
  - Trophée des Ardennes flamandes
- 2005
  -  Champion de Norvège sur route espoirs
- 2006
  -  Champion de Norvège sur route
- 2007
  - Gjøvik GP
- 2008
  - Festningsrittet :
    - Classement général
    - 2e et 3e étapes

  - 3e du championnat de Norvège du critérium
  - 3e du championnat de Norvège sur route
- 2009
  - 5e étape du Tour de Normandie
  - 3e étape du Tour d'Irlande
  - 2e du Tour d'Irlande
- 2010
  - 1re étape du Tour du Qatar (contre-la-montre par équipes)
- 2012
  - 3e étape du Tour du Danemark
  - Trofeo Deià
  - Grand Prix de Montréal
  - 2e du championnat de Norvège sur route
  - 3e du Tour de Norvège
  - 3e du championnat de Norvège du contre-la-montre
  - 6e du Tour du Pays basque
- 2013
  - 2e du Tour des Fjords
  - 8e du Grand Prix cycliste de Montréal
- 2014
  - 1re étape de l'Arctic Race of Norway
  - 3e de l'Arctic Race of Norway
- 2015
  - Tour de Yorkshire :
    - Classement général
    - 1re étape

### Résultats sur les grands tours

#### Tour de France
1 participation
- 2013 : 50e

#### Tour d'Italie
1 participation
- 2011 : 92e

#### Tour d'Espagne
1 participation
- 2010 : non-partant (8e étape)[6]

### Classements mondiaux
| Année                  | 2005 | 2006 | 2007 | 2008 | 2009 | 2010 | 2011 | 2012 | 2013 | 2014 | 2015 |
| ---------------------- | ---- | ---- | ---- | ---- | ---- | ---- | ---- | ---- | ---- | ---- | ---- |
| Calendrier mondial UCI |      |      |      |      | nc   | nc   |      |      |      |      |      |
| UCI World Tour         |      |      |      |      |      |      | nc   | 41e  | 150e | 223e | nc   |
| UCI Europe Tour        | 354e | 410e | 457e | 467e | 140e |      |      |      |      |      |      |

## Palmarès en VTT
- 2001
  -  Champion de Norvège de cross-country juniors
- 2002
  -  Champion de Norvège de cross-country juniors
- 2005
  -  Champion de Norvège de cross-country marathon
- 2008
  -  Champion de Norvège de cross-country